# Sông Luộc
Sông Luộc, xưa kia còn có tên chữ gọi là sông Hải Triều, sông Phổ Đà, Đà Lỗ, sông Lục Đức là một trong những con sông nối sông Hồng với sông Thái Bình .
Điểm đầu là ngã ba giao với sông Hồng tại Phương Trà - xã Tân Hưng, huyện Tiên Lữ, tỉnh Hưng Yên. Đoạn đầu của sông Luộc là ranh giới tự nhiên giữa hai tỉnh Hưng Yên và Thái Bình. Điểm cuối là Quý Cao, xã Giang Biên, huyện Vĩnh Bảo, thành phố Hải Phòng (gặp sông Thái Bình). Sông có chiều dài 72 km; các loại tàu thuyền, xà lan có tải trọng dưới 300 tấn đều có thể vận tải trên sông cả hai mùa.

## Trong thi ca
Tố Như Nguyễn Du có bài thơ về sông Phú Nông bằng chữ Nho nhắc đến cảnh thuyền bè buôn bán trên sông như sau:
| 渡富農江感作 農水東流去 滔滔更不回 青山傷往事 白髮復重來 春日商船合 西風古壘開 遊人無限感 芳草遍天涯 | "Độ Phú Nông Giang cảm tác" Nông thủy đông lưu khứ Thao thao cánh bất hồi Thanh sơn thương vãng sự Bạch phát phục trùng lai Xuân nhật thương thuyền hợp Tây phong cổ lũy khai Du nhân vô hạn cảm Phương thảo biến thiên nhai. | "Qua sông Phú Nông cảm tác" Sông Nông nước chảy đông Thao thao chẳng trở hồi Núi xanh thương chuyện cũ Tóc trắng được về nơi Ngày xuân thuyền buôn họp Lũy cổ mở gió khơi Lòng vô cùng thương cảm Cỏ thơm rợn chân trời. (Thảo Nguyên dịch) |

## Các cây cầu bắc qua sông Luộc
- Cầu Triều Dương: nối huyện Tiên Lữ, Hưng Yên và huyện Hưng Hà, Thái Bình
- Cầu La Tiến: nối xã Điệp Nông, Hưng Hà, Thái Bình với xã Tống Trân, Phù Cừ, Hưng Yên
- Cầu Hiệp: nối huyện Ninh Giang, Hải Dương và huyện Quỳnh Phụ, Thái Bình
- Cầu Chanh (chính xác hơn là cầu Tranh); nối liền hai làng Tranh Chử, Vĩnh Bảo, Hải Phòng với làng Tranh Xuyên cũ (nay là thị trấn Ninh Giang), Ninh Giang, Hải Dương
- Cầu Quý Cao: nối huyện Tứ Kỳ, Hải Dương và huyện Vĩnh Bảo, Hải Phòng, trên quốc lộ 10
- Cầu Sông Mới: nối xã Tự Cường và xã Quyết Tiến, Tiên Lãng, Hải Phòng
- Dự án xây dựng cầu Võng Phan trên đường trục Tân Phúc- Võng Phan, kết nối xã Tống Trân, Phù Cừ, Hưng Yên và xã Cộng Hòa, Hưng Hà, Thái Bình